# Pont convoyeur F60
Pour les articles homonymes, voir F60.

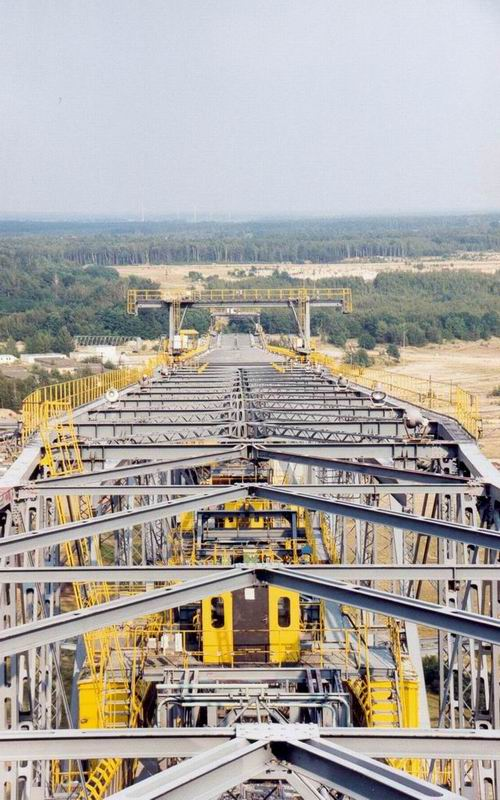
Le F60 musée de Lichterfeld, vue de dessus dans le sens de la longueur

F60 est le matricule attribué à une série de cinq ponts convoyeurs utilisés dans les mines de lignite à ciel ouvert exploitant les veines de charbon de la Lusace en Allemagne.
Les machines ont été construites par la Volkseigener Betrieb TAKRAF à Lauchhammer et sont les plus grandes machines industrielles mobiles jamais construites dans le monde. Ces ponts servent à transporter les morts-terrains se trouvant sur la veine de charbon. La hauteur de coupe est de 60 mètres, d'où le nom F60.
Il y a encore quatre F60 en opération dans les bassins miniers de la Lusace, à Jänschwalde et à Welzow-Süd (Brandebourg), et à Nochten (de) et à Reichwalde (de) (en Saxe). Le cinquième F60, le dernier construit, était en fonction à Lichterfeld-Schacksdorf et, désaffecté, est accessible aux visiteurs depuis 2002.

## Les cinq F60 construits
- no 32, à Welzow-Sud. Construit de 1969 à 1972 ; en fonctionnement depuis 1972 (de 1977 à 2011 avec un pont de chargement)

- no 33, Mine à ciel ouvert de Nochten (de). Construit de 1972 à 1974 ; en fonctionnement depuis 1974 (depuis le début avec un pont de chargement)

- no 34, à Jänschwalde. Construit de 1976 à 1978, en fonctionnement depuis 1978 (depuis 1985 avec un pont d'alimentation)

- no 35, dans la mine à ciel ouvert de Reichwalde (de). Construit de 1986 à 1988 ; en fonctionnement de 1988 à 1999 et à nouveau depuis 2010

- no 36, dans la mine à ciel ouvert de Klettwitz-Nord (de). Construit de 1988 à 1991 ; en service de 1991 à 1992 ; depuis 2002, en exposition comme monument à la mine de Klettwitz-Nord (de).

## Dimensions
- Longueur : 502 m
- Hauteur : 80 m
- Largeur : 240 m
- Poids en état de fonctionnement : 13 600 tonnes